# Wieliczki
Wieliczki (Duits: Wielitzken; 1938-1945: Wallenrode) is een dorp in de Poolse woiwodschap Ermland-Mazurië. De plaats maakt deel uit van de gemeente Wieliczki en telt 730 inwoners.